# ¡Ay, caramba!
¡Ay, caramba! (výslovnost IPA:ˈai kaˈɾamba) je španělská fráze skládající se ze slov ay (citoslovce označující překvapení nebo bolest) a caramba (což je eufemismus od slova carajo, což je nadávka v některých částech španělsky mluvícího světa). Slovo caramba se používá také v portugalštině. Tato fráze značí překvapení a může být použita v negativním i pozitivním významu.

## Použití
Tato fráze byla používána v 80. letech 18. století madridskou tanečnicí flamenca a zpěvačkou La Carambou. Její čelence z pestrobarevných stuh se přezdívalo caramba.
Padouch vrhající nože v Ulomeném uchu (1935), komiksu ze série Tintinova dobrodružství, volá „Caramba! Znovu jsem minul" tak často, že se věta stala novou frází používanou ve francouzštině („Caramba, encore raté!“).
Ve filmu od společnosti Disney The Three Caballeros (1944) tuto větu použije Panchito Pistolas.
Caramba! (1983) je také název obrazu od peruánského malíře Hermana Braun-Vegy.
Tato fráze se stala známou především tím, že ji používá Bart Simpson (anglický dabing Nancy Cartwrightová, český dabing Martin Dejdar) v seriálu Simpsonovi; vysloví ji vždy, když je překvapen, většinou negativně. Tato hláška patří k nejznámějším hláškám z tohoto seriálu, spolu se slovem d'oh!.